# Olympische Sommerspiele 1996/Teilnehmer (Burkina Faso)
| Gelbes Symbol für Goldmedaillen mit stilisierten Olympischen Ringen | Graues Symbol für Silbermedaillen mit stilisierten Olympischen Ringen | Braundes Symbol für Bronzemedaillen mit stilisierten Olympischen Ringen |
| ------------------------------------------------------------------- | --------------------------------------------------------------------- | ----------------------------------------------------------------------- |
| —                                                                   | —                                                                     | —                                                                       |

Burkina Faso nahm bei den Olympischen Sommerspielen 1996 in der US-amerikanischen Metropole Atlanta mit fünf Sportlern, zwei Frauen und drei Männern, in fünf Wettbewerben in zwei Sportarten teil.
Seit 1988 war es die dritte Teilnahme Burkina Fasos bei Olympischen Sommerspielen.

## Flaggenträger
Der Leichtathlet Franck Zio trug die Flagge Burkina Fasos während der Eröffnungsfeier am 19. Juli im Centennial Olympic Stadium.

## Teilnehmer
Jüngster Teilnehmer war der Boxer Idrissa Kabore mit 18 Jahren und 346 Tagen, ältester der Leichtathlet Franck Zio mit 24 Jahren und 350 Tagen. 
| Name               | Alter | Geschlecht | Sportart       | Resultat(e)                              |
| ------------------ | ----- | ---------- | -------------- | ---------------------------------------- |
| Idrissa Kabore     | 18    | männlich   | Boxen          | Platz 17 im Leichtgewicht                |
| Chantal Ouoba      | 20    | weiblich   | Leichtathletik | Platz 27 in der Dreisprung-Qualifikation |
| Oliver Sanou       | 21    | männlich   | Leichtathletik | Hochsprung-Qualifikation                 |
| Irène Tiendrébéogo | 19    | weiblich   | Leichtathletik | Platz 29 in der Hochsprung-Qualifikation |
| Franck Zio         | 24    | männlich   | Leichtathletik | Weitsprung-Qualifikation                 |